# Эйвазова, Шафига Алхас кызы
Шафига Алхас кызы Эйвазова (азерб. Şəfiqə Alxas qızı Eyvazova; род. 9 марта 1947, Баку) — кеманчистка, народная артистка Азербайджана (2000).

## Биография
Родилась 9 марта 1947 года в городе Баку, столице Азербайджанской ССР.
С юности проявляла способности к музыке, училась в классе кеманчи детской музыкальной школе № 2 города Баку. В 1966 году окончила музыкальное училище имени А. Зейналлы, в 1971 году — Азербайджанскую государственную консерваторию. 
В 1962 году, подавая документы в музыкальное училище, искусно исполнила на вступительном экзамене мугам «Рахаб», традиционно изучаемый на 2—3 курсе училища, чем сразу же привлекла внимание Ахмеда Бакиханова.
В 1963—1976 годах — солистка на кеманче оркестра народных инструментов при Азербайджанском гостелерадио, ансамбля народных инструментов «Хатира» под руководством Ахсана Дадашева. Ныне продолжает сольную карьеру.
Первая кеманчистка-солистка в Азербайджане. Исполняет на кеманче в оригинальном стиле, который отличается мастерской техникой и высокой лиричностью. В репертуаре Эйвазовой —мугамы, произведения азербайджанских и зарубежных композиторов; среди них особое место занимают мугамы «Раст», «Рахаб», «Шуштер», «Шур», «Баяты-Шираз», «Чаргях».
Ведет гастрольную деятельность, выступала сольно, в составе трио и ансамблей как в республике, так и за рубежом. Принимала участие в ряде фестивалей, в том числе X Всемирном фестивале молодёжи и студентов в Берлине (1973), Смитсоновском фольклорном фестивале в США (1988), симпозиумах музыки Востока в Самарканде и т.д. С исполнениями Эйвазовой выпущены 3 пластинки фирмы «Мелодия».
С 1967 года занимается педагогической деятельностью, с 1974 года преподает в Азербайджанской государственной консерватории. Ныне занимает пост профессора кафедры народных инструментов Азербайджанской национальной консерватории.

## Награды
- Народная артистка Азербайджана (28.10.2000)
- Заслуженная артистка Азербайджанской ССР (12.10.1988)
- Персональная пенсия Президента Азербайджанской Республики (01.04.2005)[1]